# الجبهة الوطنية (زيمبابوي)
الجبهة الوطنية الزيمبابوية، كان ائتلاف سياسي – عسكري يتكون من حركتي زابو وزانو في زيمبابوي (روديسيا) الذي أُعلن في أكتوبر 1976. على أثر فشل محاولات جوشوا نكومو زعيم زابو في التوصل إلى تسوية سياسية مع إيان سميث زعيم الأقلية البيضاء الحاكمة في روديسيا. وقد صعدت الحركة الوطنية الإفريقية في إطار الجبهة الوطنية من نضالها السياسي والعسكري.
في عام 1988 دُمج الحزب في الاتحاد الوطني الأفريقي الزيمبابوي - الجبهة الوطنية.